# Campeonato Mundial de Ginástica Artística de 2006
O XXXIX Campeonato Mundial de Ginástica Artística decorreu entre os dias 13 e 21 de outubro de 2006, na cidade de Aarhus, Dinamarca. A competição, que contou com o cronograma completo de eventos, realizou-se no país pela primeira vez.

## Eventos
- Individual geral masculino
- Equipes masculino
- Solo masculino
- Barra fixa
- Barras paralelas
- Cavalo com alças
- Argolas
- Salto sobre a mesa masculino
- Individual geral feminino
- Equipes feminino
- Trave
- Solo feminino
- Barras assimétricas
- Salto sobre a mesa feminino

## Medalhistas
Masculino
| Evento                    | Ouro                                                                            | Prata | Bronze |
| Equipes detalhes          | Chen Yibing · Liang Fuliang · Zou Kai · Feng Jing · Xiao Qin · Yang Wei · China | Sergei Khorokhordin · Maxim Deviatovski · Nikolai Kryukov · Yury Ryazanov · Dimitri Gogotov · Alexander Safoshkin · Rússia | Hiroyuki Tomita · Takuya Nakase · Eiichi Sekiguchi · Hisashi Mizutori · Takehito Mori · Naoya Tsukahara · Japão |
| Individual geral detalhes | Yang Wei · China                                                                | Hiroyuki Tomita · Japão | Fabian Hambüchen · Alemanha                                                                                     |
| Salto detalhes            | Marian Dragulescu · Roménia                                                     | Dimitri Kaspiarovich · Bielorrússia                                                                                        | Fabian Hambüchen · Alemanha                                                                                     |
| Solo detalhes             | Marian Dragulescu · Roménia                                                     | Diego Hypólito · Brasil | Kyle Shewfelt · Canadá                                                                                          |
| Cavalo com alças detalhes | Xiao Qin · China                                                                | Prashnath Sellathurai · Austrália                                                                                          | Alexander Artemev · Estados Unidos                                                                              |
| Barras paralelas detalhes | Yang Wei · China                                                                | Hiroyuki Tomita · Japão · Yoo Won-Chul‎ · Coreia do Sul                                                                     | nenhum |
| Argolas detalhes          | Chen Yibing · China                                                             | Jordan Jovtchev · Bulgária                                                                                                 | Yuri van Gelder · Países Baixos                                                                                 |
| Barra fixa detalhes       | Philippe Rizzo · Austrália                                                      | Aljaz Pegan · Eslovênia | Vlasios Maras · Grécia                                                                                          |

Feminino
| Evento                       | Ouro                                                                        | Prata | Bronze |
| Equipes detalhes             | Zhou Zhuoru · Zhang Nan · Cheng Fei · Pang Panpan · He Ning · Li Ya · China | Jana Bieger · Chellsie Memmel · Alicia Sacramone · Anastasia Liukin · Natasha Kelley · Ashley Priess · Estados Unidos | Svetlana Klyukina · Kristina Pravdina · Polina Miller · Elena Zamolodchikova · Anna Pavlova · Anna Grudko · Rússia |
| Individual geral detalhes    | Vanessa Ferrari · Itália                                                    | Jana Bieger · Estados Unidos                                                                                          | Sandra Izbasa · Roménia                                                                                            |
| Salto detalhes               | Cheng Fei · China                                                           | Alicia Sacramone · Estados Unidos                                                                                     | Oksana Chusovitina · Alemanha                                                                                      |
| Solo detalhes                | Cheng Fei · China                                                           | Jana Bieger · Estados Unidos                                                                                          | Vanessa Ferrari · Itália                                                                                           |
| Trave detalhes               | Iryna Krasnianska · Ucrânia                                                 | Sandra Izbasa · Roménia                                                                                               | Elyse Hopfner-Hibbs · Canadá                                                                                       |
| Barras assimétricas detalhes | Beth Tweddle · Reino Unido                                                  | Nastia Liukin · Estados Unidos                                                                                        | Vanessa Ferrari · Itália                                                                                           |

## Quadro de medalhas
| Ordem | País           | Medalha de ouro | Medalha de prata | Medalha de bronze |    |
| ----- | -------------- | --------------- | ---------------- | ----------------- | -- |
| 1     | China          | 8               |                  |                   | 8  |
| 2     | Roménia        | 2               | 1                | 1                 | 4  |
| 3     | Austrália      | 1               | 1                |                   | 2  |
| 4     | Itália         | 1               |                  | 2                 | 3  |
| 5     | Grã-Bretanha   | 1               |                  |                   | 1  |
| 5     | Ucrânia        | 1               |                  |                   | 1  |
| 7     | Estados Unidos |                 | 5                | 1                 | 6  |
| 8     | Japão          |                 | 2                | 1                 | 3  |
| 9     | Rússia         |                 | 1                | 1                 | 2  |
| 10    | Bielorrússia   |                 | 1                |                   | 1  |
| 10    | Brasil         |                 | 1                |                   | 1  |
| 10    | Bulgária       |                 | 1                |                   | 1  |
| 10    | Coreia do Sul  |                 | 1                |                   | 1  |
| 10    | Eslovénia      |                 | 1                |                   | 1  |
| 15    | Alemanha       |                 |                  | 3                 | 3  |
| 16    | Canadá         |                 |                  | 2                 | 2  |
| 17    | Países Baixos  |                 |                  | 1                 | 1  |
| 17    | Grécia         |                 |                  | 1                 | 1  |
| TOTAL | TOTAL          | 15              | 14               | 13                | 42 |